# Thomisus leucaspis
Thomisus leucaspis là một loài nhện trong họ Thomisidae.
Loài này thuộc chi Thomisus. Thomisus leucaspis được Eugène Simon miêu tả năm 1906.